# Beilschmiedia bhutanica
Beilschmiedia bhutanica är en lagerväxtart som beskrevs av Mohan Gangopadhyay. Beilschmiedia bhutanica ingår i släktet Beilschmiedia och familjen lagerväxter. Inga underarter finns listade i Catalogue of Life.